# Ryo Aono
Ryo Aono –en japonés, 青野令, Aono Ryo– (Matsuyama, 15 de mayo de 1990) es un deportista japonés que compitió en snowboard.
Ganó una medalla de oro en el Campeonato Mundial de Snowboard de 2009, en la prueba de halfpipe. Adicionalmente, consiguió dos medallas en los X Games de Invierno.

## Medallero internacional
| Campeonato Mundial | Campeonato Mundial         | Campeonato Mundial | Campeonato Mundial |
| Año                | Lugar                      | Medalla            | Prueba             |
| ------------------ | -------------------------- | ------------------ | ------------------ |
| 2009               | Hoengseong (Corea del Sur) | Medalla de oro     | Halfpipe           |

| X Games de Invierno | X Games de Invierno    | X Games de Invierno | X Games de Invierno |
| Año                 | Lugar                  | Medalla             | Prueba              |
| ------------------- | ---------------------- | ------------------- | ------------------- |
| 2008                | Aspen (Estados Unidos) | Medalla de plata    | Superpipe           |
| 2012                | Aspen (Estados Unidos) | Medalla de bronce   | Superpipe           |